# コットン・クラブ
コットン・クラブ（アメリカ英語: Cotton Club）とは、1920年代の禁酒法時代、ニューヨークハーレム地区にあった名高い高級ナイトクラブ。
顧客は全て白人で、スタッフと演奏者は全て黒人（アフリカ系アメリカ人）であった。また、経営者はアイルランド系のギャングスターとして名の知れたオウニー・マドゥンである。
クラブの出し物であるジャズライブが著名。コットン・クラブを中心に活動したバンドで最も有名なものは、デューク・エリントン楽団である。

## 概要
コットン・クラブでは、ジャズレビューにデューク・エリントン、キャブ・キャロウェイ、ルイ・アームストロングなど一流の黒人ミュージシャンを多数出演させていたが、客はすべて白人であった。コットン・クラブの最盛期に客となった名士の中には、ジミー・デュランテ、ジョージ・ガーシュウィン、アル・ジョルソン、メイ・ウェスト、アーヴィング・バーリン、モス・ハート、チャールズ・チャップリン、ジミー・ウォーカーニューヨーク市長などもいる。
同じ時代にイリノイ州シセロでもコットン・クラブというナイトクラブが存在した。こちらはラルフ・カポネが経営しており、実力のあるジャズ・ミュージシャンならこぞって出演したがったという。また、汚職政治家とギャングスターのたまり場でもあった。

### 歴史
1920年、ヘビー級チャンピオンのジャック・ジョンソンが「クラブ・デラックス」を142番街レノックスアベニューに開く。ギャングとして名高いオウニー・マドゥンがシンシン刑務所入所中の1923年に経営権を握り、店の名を「コットン・クラブ」に改名。1925年には酒類販売のかどでしばし閉鎖したがほどなく営業再開。1933年にマドゥンがシンシン刑務所に舞い戻ると、店の踊り子やストリッパーは塀の中のマドゥンのためにしばしば刑務所を慰問公演した。
クラブの出し物は当時の黒人への偏見を反映して、黒人をしばしばジャングルの土人や南部農園の黒人（"darkies"）として描いた。また露出度の高い衣装で出演するコーラス・ガールに対してはもっと微妙な選別を行った。彼女らには"tall, tan, and terrific"（すらっと高く、浅黒く、イカシテる）、つまり背の高さは5フィート6インチ以上、黒人としては明るめの肌、20歳以下であることを求めたのである。エリントンは白人の客のために「ジャングル・ミュージック」を書くよう期待されていた。
とはいえ、クラブは多くの黒人ミュージシャンを世に出した。1923年、フレッチャー・ヘンダーソンは彼の最初の楽団を率いてクラブに出演している。
デューク・エリントン楽団は1927年から1931年までクラブの専属バンドであった。おかげで彼は一か所にじっくりと腰を据えてダンス音楽などの作曲でレパートリを増やしながら、さまざまな音楽効果を自在に試すことができたが、これはツアーで各地を演奏してまわる楽団を率いていればなかなか望めないことであった。またクラブの演奏がラジオ放送されたおかげでエリントンの名は全米に知れ渡った。エリントンはこの期間に100曲以上もの自作曲をレコード化し、その後50年近く率いることとなるグループを築き上げた。クラブが黒人客締め出しの厳しい規則を（多少なりとも）緩めたのは、エリントンの求めによるものであった。
1930年、キャブ・キャロウェイのオーケストラが「ブラウン・シュガー・レビュー」でクラブに登場し、1931年にはエリントンの後を受けてクラブ専属となった。1934年からはジミー・ランスフォードの楽団が専属となる。後年にはエリントン、アームストロング、キャロウェイがクラブで演奏するため戻ってくることもあった。
レナ・ホーンは16歳の時コーラスガールとしてこのクラブでデビューした。ドロシー・ダンドリッジもクラブで歌っている。コールマン・ホーキンス、ドン・レッドマンはヘンダーソンの楽団員であった。タップ・ダンサーのビル・ボジャングル・ロビンソンとニコラス兄弟もクラブショーに出演していた。
クラブは当時の白人ポップカルチャーの力も引き出した。名義上のオーナーであったウォルター・ブルックスは、ブロードウェイで成功したショー「シャッフル・アロング」を手がけた人物である。ドロシー・フィールズ&ジミー・マクヒュー（当時非常に有名だった作詞チーム）やハロルド・アーレンがレビューに歌を提供した。その中には、ルー・レスリーがブロードウェイで手がけたレビュー「1928年のブラックバード」も含まれ、劇中では "I Can't Give You Anything But Love" や "Diga Diga Doo"が歌われる。
1935年のハーレム人種暴動のあと1936年にしばらく営業を中断したが、年内にブロードウェイの48番街で営業を再開。1940年にとうとう閉鎖。賃貸料の高騰と客の嗜好変化、およびマンハッタンのナイトクラブ所有者に対する連邦当局の脱税調査が閉鎖の原因であった。
1920年代終わりから1930年代初めにかけてカリフォルニアのカルバーシティにはコットン・クラブの西海岸支店があり、本店からアームストロングやキャロウェイ、エリントンなどが来演した。

## エピソード
経営者でギャングスターのオウニー・マドゥンは、友人のユダヤ系ギャングスターブー・ブー・ホフに頼み、デューク・エリントンをフィラデルフィアからニューヨークに呼び寄せて契約を結ばせた。

## コットン・クラブを舞台にした作品
- コットンクラブ - フランシス・フォード・コッポラ監督の映画